# Джаксыбаев, Серик Имантаевич
Сери́к Иманта́евич Джаксыба́ев (каз. Серік Имантайұлы Жақсыбаев; род. 21 апреля 1934, Довольное, Западно-Сибирский край) — советский и казахстанский экономист; кандидат экономических наук (1980), профессор (2001), член-корреспондент Академии минеральных ресурсов Казахстана (1997); краевед, журналист; почётный гражданин Экибастуза (1995).

## Биография
Происходит из подрода каржас рода суйиндык племени аргын. В 1952 году окончил казахскую среднюю школу № 10 им. Абая в Павлодаре, где его учителем казахского языка и литературы была Заслуженный учитель Казахской ССР Разия Аскаровна Молдабекова, мать Д. К. Ахметова, премьер-министра Казахстана (2003—2007).
С 1957 года, окончив горный факультет Казахского горно-металлургического института, работал горным мастером на шахте № 31 Карагандинский угольный бассейн. С 1958 года живёт в Экибастузе; работал в тресте «Иртышуглестрой», с 1959 — в тресте «Иртышуголь» (горный мастер на разрезе, участковый нормировщик, заместитель начальника отдела труда и заработной платы треста, начальник нормативно-исследовательской станции по нормированию труда), в 1970—1994 — на разрезе «Богатырь» (начальник отдела труда и заработной платы, главный экономист, заместитель директора разреза по экономическим вопросам).
Выйдя на пенсию, работал проректором по научной работе (1994—1996), заведующим кафедрой «экономика и менеджмент» (1996—1998) Экибастузского инженерно-технического института им. Сатпаева, профессор Павлодарского университета.
Избирался народным заседателем Верховного Суда Казахской ССР.

## Научная деятельность
В 1980 году защитил кандидатскую диссертацию.
Основное направление научной деятельности — проблемы экономики угольного производства и истории Павлодарского Прииртышья.
Автор более 60 научных работ, в том числе монографий.

### Избранные труды
- Белик Н. М., Федотов И. П., Джаксыбаев С. И. Уголь Экибастуза. — М. : Недра, 1992. — 204 с.
- Джаксыбаев С. И. Экономическая эффективность добычи угля с применением роторной техники : Автореф. дис. … канд. экон. наук. — Алма-Ата, 1980. — 20 с.
- Джаксыбаев С. И., Антоненко И. Г. Эффект комплексной бригады. — М. : Недра, 1984. — 59 с.
- Лысенко П. Ф., Джаксыбаев С. И., Орлик Л. А. Опыт совершенствования оплаты труда рабочих и специалистов на разрезе «Богатырь». — М. : ЦНИЭИуголь, 1992. — 28 с. — (Экономика и управление угольной промышленностью : Обзоры по основным направлениям развития отрасли / ЦНИИ экономики и НТИ угол. пром-сти ; Вып. 2). — (Обзорная информация)
- Экибастузский каменноугольный бассейн. — Павлодар, 2001 (в соавт.)
- Минеральное сырьё Павлодарской области. — Павлодар, 2002.

## Творчество
С 1960-х годов изучает историю Экибастуза. Автор более 600 краеведческих и публицистических статей, книг; участвовал в создании и редактировании энциклопедий «Экибастуз» (2003) и «Павлодарское Прииртышье» (2003).
Работал редактором газеты «Угольный Экибастуз», был внештатным корреспондентом газеты «Егемен Қазақстан». Избирался членом Советского объединения историков при Институте истории естествознания и техники АН СССР; с 1999 года — член наблюдательного совета общественного фонда «Историко-географическое общество им. К. И. Сатпаева» (Павлодар). Член Союза журналистов СССР (с 1987) и Союза журналистов Казахстана (с 1994).

### Избранные сочинения
- Джаксыбаев С. И. Большой уголь Экибастуза. [Произв. об-ние «Экибастузуголь»]. — М. : Недра, 1990. — 84 с. — (Передовые коллективы)
- Каландаришвили В. В., Джаксыбаев С. И. Наш «Богатырь». [Разрез «Богатырь» произв. об-ния «Экибастузуголь»]. — Алма-Ата : Казахстан, 1982. — 128 с.

## Награды
- почётная медаль правления Советского Фонда мира
- медаль Международного комитета защиты мира
- медаль «Ветеран труда»
- знак «Шахтёрская слава» 3 степени[3]
- Почётный работник угольной промышленности (1983)[2]
- Почётный гражданин города Экибастуза (1995)[2][3]
- знак «Облыс алдында сіңірген еңбегі үшін» (2001)[3].